# Mejnstrim
Mejnstrim (engl. main stream — glavni tok) sociološki se  definiše kao „normalizujuća, monokulturna forma proizvodnje, ili ona koja joj teži”. (Holert/Terkessidis, 1996) Najbolji primer su filmovi holivudske produkcije, koji se snimaju po uvek istim, isprobanim šablonima.